# Pleurostylodon
Pleurostylodon es un género de mamíferos extinto del suborden Toxodonta del orden Notoungulata. Vivió en el Eoceno medio (hace unos 48 a 34 millones de años) y sus restos fósiles se han encontrado en América del Sur.

## Descripción
Este animal es conocido por numerosos restos, principalmente craneales, que permiten una reconstrucción bastante detallada de su morfología. Parece que Pleurostylodon era del tamaño de un carnero y que la apariencia era vagamente similar a la de un tapir o jabalí. Pleurostylodon poseía un cráneo grande y agrandado en la región del arco orbital, que se contrajo notablemente en el área posterior del hocico. La parte terminal del hocico fue agrandada y equipada con pequeños incisivos; tenía una dentición completa y sin diastemas. El hocico era más corto que el de los toxodontos posteriores y más especializados, como Adinotherium, y el área occipital era más estrecha. Numerosas características de la mandíbula, la dentición y la región auditiva (poco especializadas) recuerdan a las de Homalodotherium. El tercer incisivo superior estaba agrandado, vagamente similar a un canino, mientras que el canino real era más grande y lanceolado. Los premolares y los molares tenían un borde externo al protolofo sinuoso, con un fuerte estilo y un pliegue del paracón. El protolofo y el metalloofo estaban completos (excepto en el primer premolar superior) mientras que el protocono y el hipocono se separaron en los dientes no utilizados. 

## Clasificación
El género Pleurostylodon fue inicialmente descrito por Florentino Ameghino en 1897, sobre la base de restos fósiles encontrados en Argentina en suelos del Eoceno Medio. La especie tipo es Pleurostylodon modicus, pero el propio Ameghino describió muchas otras especies de este género en años posteriores, incluyendo P. bifidus, P. complanatus, P. crassiramis, P. notabilis, P. recticrista, P. similis. Pleurostylodon es uno de los géneros más conocidos de la familia isotemnidae, un grupo de notoungulados basales que comprende numerosos géneros de tamaño mediano a grande y poco especializados. Actualmente, la familia Isotemnidae se considera parafilética, y el Pleurostylodon parece estar cerca del origen de la familia Toxodontidae, incluidos los toxodontes más derivados.